# Тежък междупланетен кораб
Тежък междупланетен кораб (на руски: Тяжёлый межпланетный корабль или съкр. ТМК) е космически кораб, разработен от ОКБ – 1 (Опитно Конструкторско Бюро – 1) с ръководител Сергей Корольов, предназначен за пилотиран полет до Марс от 8 юни 1971 до 10 юли 1974 г.

## История
Разработването на ТМК в СССР стартира в началото на 60-те години на 20 век в конструкторското бюро на Сергей Корольов. Корабът е предназначен за многогодишни полети до Венера и Марс. Програмата се ръководи от Михаил Тихонравов. Две независими групи проектанти представят два проекта – моментен и перспективен.

## Проект Максимов
Първата група инженери под ръководството на Глеб Максимов работи върху реализация на програмата във възможно най-кратки срокове и с достъпните към момента средства. Конструкторите създават неголям по маса кораб с екипаж от трима космонавти. Корабът представлява по същество дълбока доработка на съществуващия вече триместен КК Восход. Този кораб е предназначен за полет до Марс, без възможност за кацане на повърхността на планетата. Кацането на Земята се осъществява чрез отделяем спускаем апарат.

## Проект Феоктистов
Проектът на Константин Феоктистов представя по-сложна, многопускова схема със сборка на ТМК на околоземна орбита и последващото му ускорение към Марс. По план двигателите на кораба получават енергия от ядрена енергетична установка. Тъй като се предвижда полетът да продължи повече от година, авторите на този проект отделят подобаващо внимание на животоподдържащите системи на борда. Решават се въпросите за запаса от храна, регенерацията на кислорода, моделира се близка до земната атмосфера и се обръща сериозно внимание на защитата на екипажа от слънчевите изригвания и радиоактивния фон в космическото пространство. Този проект е по-реалистичен и същевременно по-трудно изпълним.

## Замразяване на програмата
Разработката на ТМК в първия вариант показва целесъобразност. Създаден е наземен експериментален комплекс, в който се отработват редица въпроси имащи отношение към предстоящия полет. Работата по втория проект приключва през 1969 г. В началото на 70-те години на 20 век е решено изграждането на дълговременни орбитални станции, за да бъде проверена практическата възможност за многогодишни космически полети. Приоритетите разменят местата си и полетите до планетите остават на заден план. След прекратяване на работата по ключовия елемент в програмата – ракетата-носител Н-1, идеята за ТМК и полет до Марс вече не изглежда актуална. Така или иначе, програмата е замразена, но не закрита. До днес се правят осъвременени версии на разработките от миналия век.